# توکی

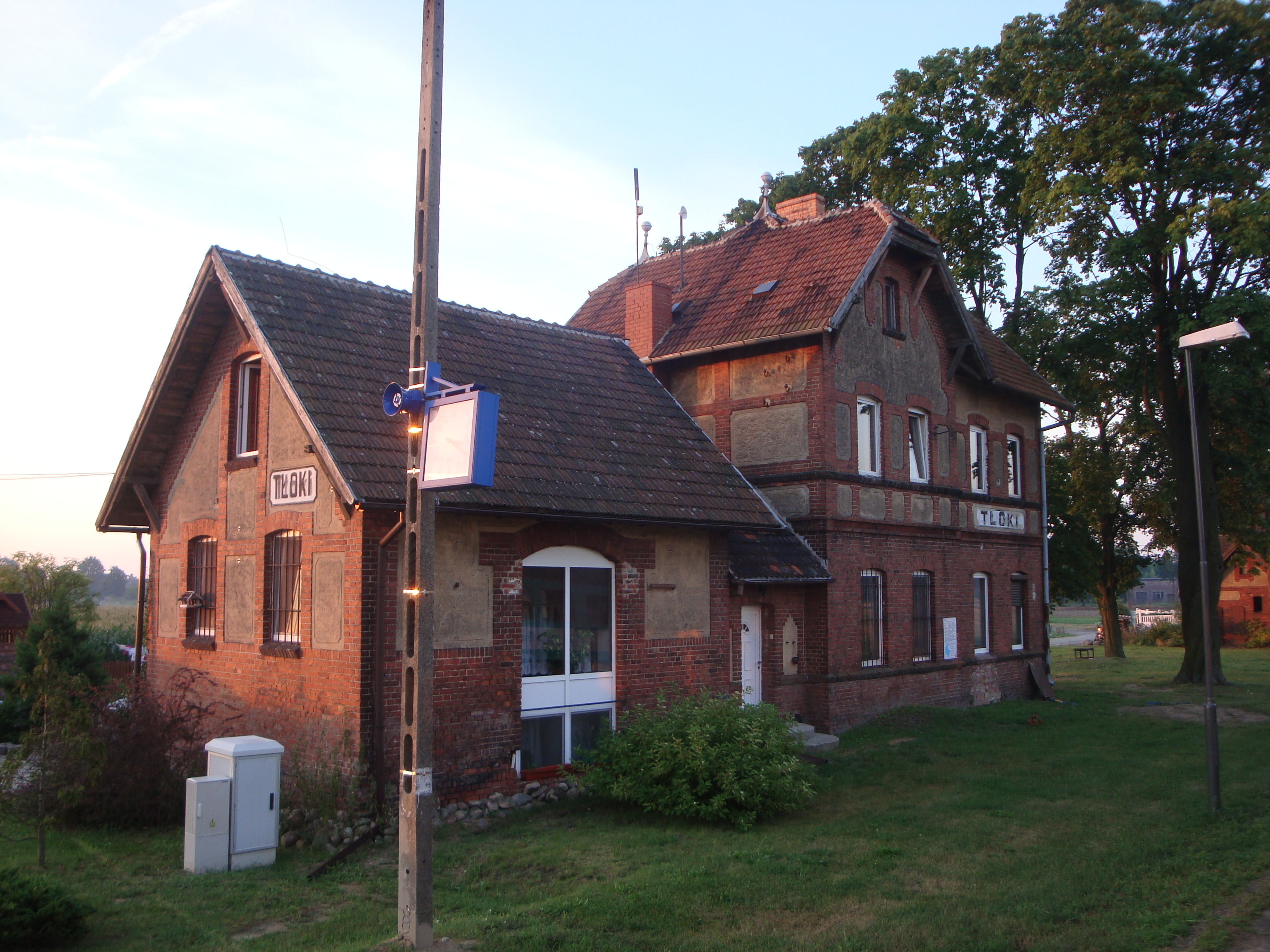
منطقهٔ مسکونی در لهستان

توکی (به لاتین: Tłoki) یک منطقهٔ مسکونی در لهستان است که در Gmina Wolsztyn واقع شده‌است .